# آلفی سامز
آلفی سامز (انگلیسی: Alfie Sams؛ 10 November 1911 – ۱۹۹۰ (۷۸−۷۹ سال)) بازیکن فوتبال بود.
از باشگاه‌هایی که در آن بازی کرده‌است می‌توان به باشگاه فوتبال ردینگ اشاره کرد.